# 沙隆·梅爾大樓
沙隆·梅爾大樓（Shalom Meir Tower）是位於以色列特拉維夫的一座辦公大樓，高142公尺、34層樓。大樓於1965年建成，成為當時亞洲第一高樓。

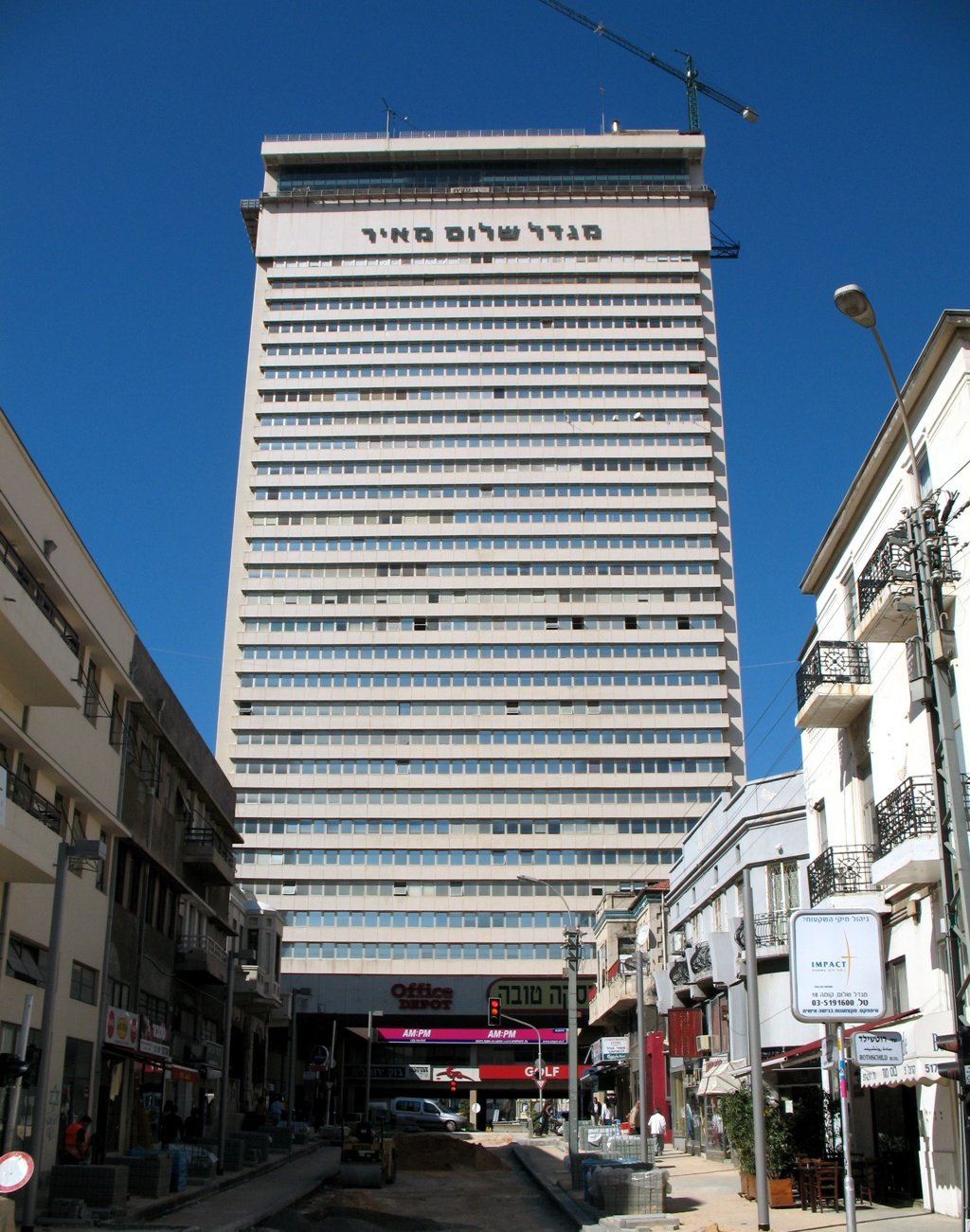
沙隆·梅爾大樓